# Іне Марі Еріксен Серейде
Іне Марі Еріксен Серейде (норв. Ine Marie Eriksen Søreide) — норвезька політична діячка й адвокат. З 2017 до 2021 року була міністром закордонних справ, ставши першою жінкою, яка обійняла цю посаду. Раніше була міністром оборони з 2013 до 2017 року. Є членом Консервативної партії Норвегії. У 2005 році була обрана до парламенту Норвегії.

## Кар'єра
Серейде була призначена міністром закордонних справ Норвегії 20 жовтня 2017 року.
Народилася в Леренскузі, з 1995 року вивчала право в Університеті Тромсе, під час навчання вступила до Консервативної партії та почала займатися місцевою політикою. У 2000 році стала членом Центрального виконавчого комітету Консервативної партії та Голови Молодих консерваторів Норвегії.
Іне Еріксен Серейде працювала продюсером в компанії Metropol TV, а також була заступницею члена Стортингу в Осло. Після завершення кар'єри в компанії Metropol TV приєдналася до юридичної фірми Grette як стажистка.
У вересні 2005 року її вперше обрали членом парламенту Норвегії, а у вересні 2009 року на парламентських виборах переобрана знову.

## Участь у комітетах парламенту
- 2009—2013: голова Постійної комісії з питань закордонних справ та оборони.

- 2005—2009: голова Постійної комісії з питань освіти, досліджень та церковних справ.

- 2001—2005: член Постійної комісії з питань освіти, досліджень та церковних справ